# Rodrigo Dantas (futebolista)
Rodrigo Corrêa Dantas, mais conhecido como Rodrigo Dantas ou Rodriguinho (Rio de Janeiro, 20 de outubro de 1989), é um futebolista brasileiro que atua como meia. Atualmente, defende o Sampaio Corrêa-RJ.

## Carreira
Jovem criado no bairro de Campo Grande, Revelado nas divisões de base Botafogo, foi chamado pelo ex-técnico  para os profissionais em janeiro de 2008. Rodriguinho estreou pelos profissionais em 16 de janeiro de 2008, quando entrou no segundo tempo da partida vencida por 4–0 entre o Botafogo e o Viking, da Noruega, pela Copa Peregrino. Integrou o Botafogo B em junho de 2008, que disputou amistosos e o torneio OBI Cup na Suíça. Logo depois, foi emprestado à Portuguesa da Ilha, para a disputa do Campeonato Carioca da Segunda Divisão. Após o término da competição, o atleta retornou ao Botafogo.
Em 2009, Rodrigo Dantas era o artilheiro do Campeonato Carioca de Juniores com 13 gols quando foi chamado pelo treinador Ney Franco a juntar-se ao plantel profissional do Botafogo em definitivo. Reestreou logo no segundo jogo da final do estadual, quando o alvinegro obteve empate com o Flamengo, mas acabou perdendo o título nos pênaltis. Ao início do Brasileirão, o meia começou a ser peça constante no time, sendo candidato a ser substituto de Maicosuel.
Em maio de 2010, Rodrigo acertou empréstimo com o América-RN para a disputa da Série B. Porém uma lesão atrapalhou o jogador durante o torneio.
Em 2011, disputou a Taça Guanabara, o 1º turno do Campeonato Carioca, pelo Duque de Caxias e em seguida foi emprestado ao Västerås SK Fotboll, da Suécia.
Em Portugal, depois de um início irregular, Dantas ganhou espaço no Estoril, da Segunda Divisão, e está chamando a atenção de observadores do Benfica. 
O motivo da mudança foi o fato do ex-treinador do clube, Vinicius Eutrópio, ter passado a utilizar Dantas com volante, posição que nunca havia atuado uma partida sequer. A partir daí, o jogador cresceu de rendimento. 
- Tive um início um pouco complicado aqui no Estoril, mas as coisas começaram a evoluir depois que passei a jogar de volante. Eutrópio achou que eu tinha potencial para crescer jogando dessa forma e resolveu apostar nessa mudança. Marcus Silva assumiu o time recentemente e, não só me manteve na posição, como me colocou de titular - disse Rodrigo Dantas.
Rodrigo Dantas tinha contrato com o Estoril até o fim da temporada 2011/2012. O clube português teve a opção de comprar os direitos do jogador junto ao Botafogo ao final do período do empréstimo. O contrato do atleta com o Botafogo ia até maio de 2014.
Recuado para a posição de volante, Rodrigo Dantas se destacou no time titular do Estoril, naquela temporada, e ajudou o clube português a ser campeão da Segunda Divisão local e voltar à elite, após vitória por 1–0 sobre o Leixões. Promessa da base do Botafogo, em 2009, atuando como meia, o jogador, de 22 anos, ensaiou sua volta ao Brasil, já que tinha contrato até março de 2014 com o time carioca.
Em 2013, após fazer parte do grupo Campeão Carioca pelo Botafogo, foi emprestado ao Macaé para ajudar o time da Região dos Lagos a subir para a 2ª divisão, após bater duas vezes na trave nos últimos anos.

## Títulos
Botafogo
- Campeonato Carioca: 2010 e 2013
- Taça Rio: 2007, 2008, 2010 e 2013
- Taça Guanabara: 2009, 2010 e 2013
- Copa Peregrino: 2008

Estoril
- Liga de Honra: 2011-12

Sampaio Corrêa-RJ
- Taça Rio: 2025